# Pinheiro Novo
```

```

Pinheiro Novo é uma povoação portuguesa do Município de Vinhais que foi sede da extinta Freguesia de Pinheiro Novo, freguesia que tinha 32,92 km² de área e 106 habitantes (2011), e, por isso, uma densidade populacional de 3,2 hab/km².
A partir de 29 de Setembro de 2014, a Freguesia de Pinheiro Novo foi extinta (agregada), tendo o seu território passado a fazer parte integrante da então criada União de Freguesias de Quirás e Pinheiro Novo.

## População
| População da freguesia de Pinheiro Novo | População da freguesia de Pinheiro Novo | População da freguesia de Pinheiro Novo | População da freguesia de Pinheiro Novo | População da freguesia de Pinheiro Novo | População da freguesia de Pinheiro Novo | População da freguesia de Pinheiro Novo | População da freguesia de Pinheiro Novo | População da freguesia de Pinheiro Novo | População da freguesia de Pinheiro Novo | População da freguesia de Pinheiro Novo | População da freguesia de Pinheiro Novo | População da freguesia de Pinheiro Novo | População da freguesia de Pinheiro Novo | População da freguesia de Pinheiro Novo |
| --------------------------------------- | --------------------------------------- | --------------------------------------- | --------------------------------------- | --------------------------------------- | --------------------------------------- | --------------------------------------- | --------------------------------------- | --------------------------------------- | --------------------------------------- | --------------------------------------- | --------------------------------------- | --------------------------------------- | --------------------------------------- | --------------------------------------- |
| 1864                                    | 1878                                    | 1890                                    | 1900                                    | 1911                                    | 1920                                    | 1930                                    | 1940                                    | 1950                                    | 1960                                    | 1970                                    | 1981                                    | 1991                                    | 2001                                    | 2011                                    |
| 415                                     | 513                                     | 551                                     | 512                                     |                                         |                                         |                                         | 619                                     | 525                                     | 564                                     | 340                                     | 281                                     | 170                                     | 127                                     | 106                                     |

Por alvará de 27/06/1905 foi anexada à freguesia de Quirás, aparecendo nestas condições nos censos de 1911 a 1930.  Pelo decreto lei nº 27.424, de 31/12/1936, esta freguesia foi extinta, ficando a fazer parte da de Quirás. Nos anos de 1940 e 1950 figura como freguesia distinta, não o sendo, no entanto, pois só passou a ser autónoma pelo decreto nº 42.161, de 26/02/1959

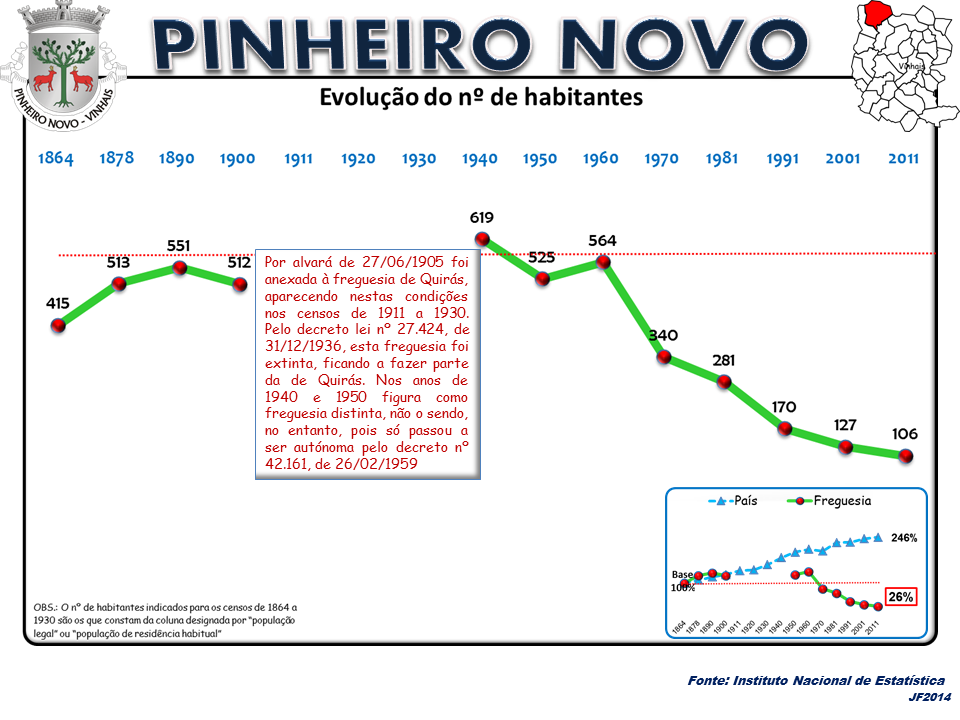
Evolução da População 1864 / 2011
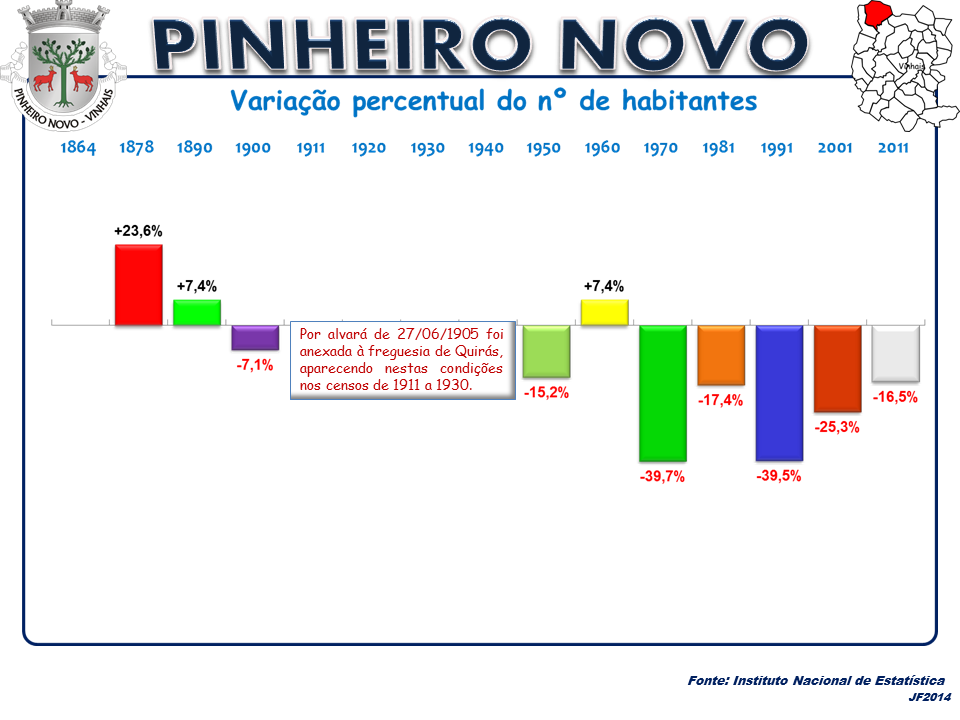
Variação da População 1864 / 2011
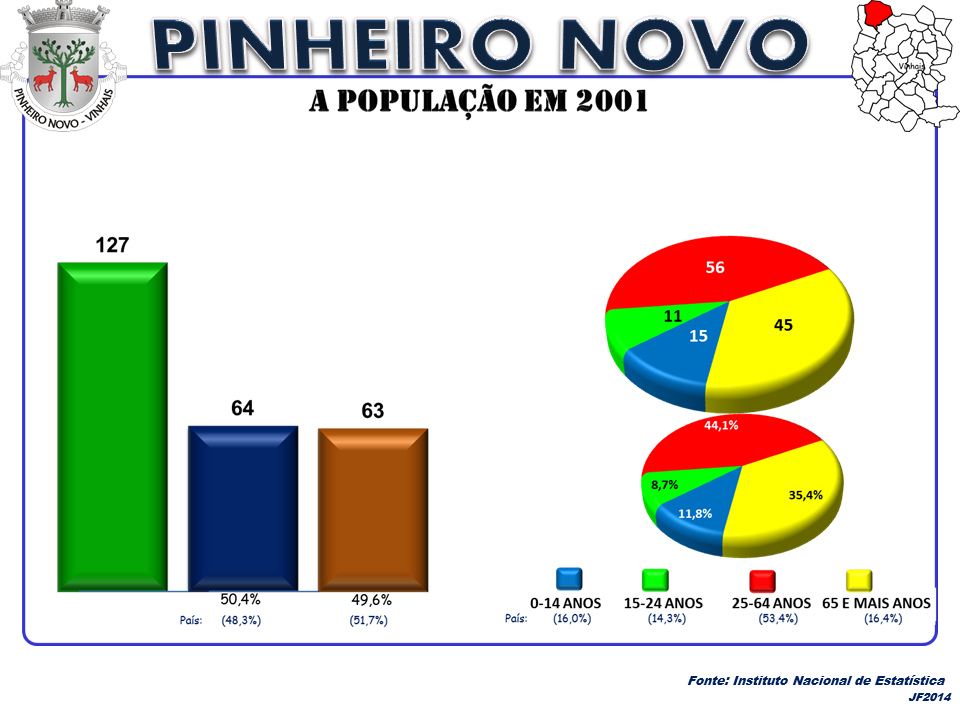
A População em 2001
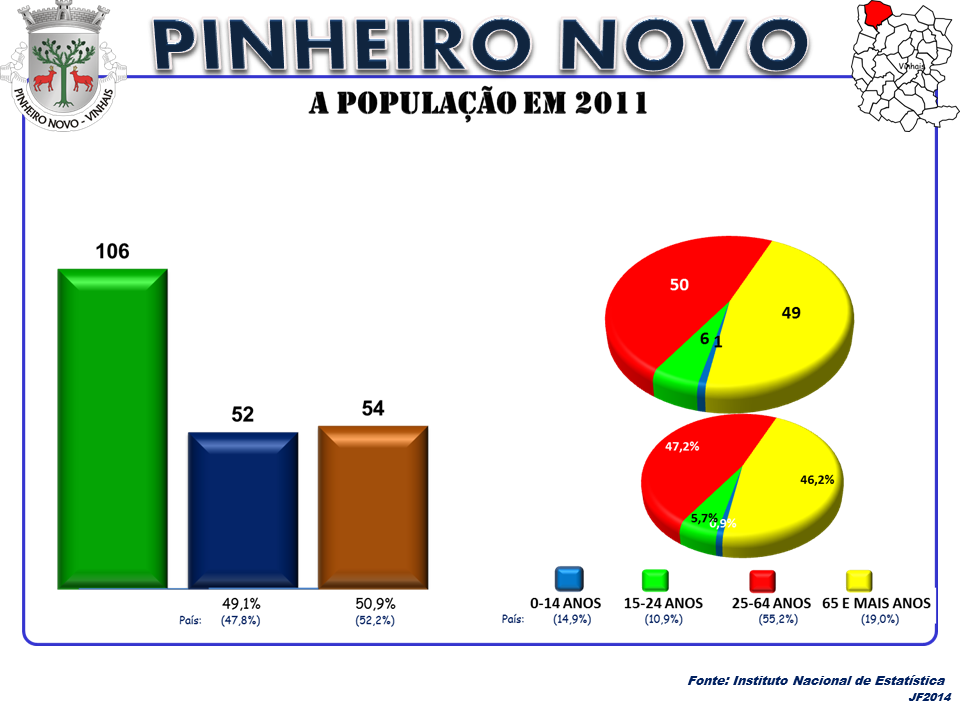
A População em 2011

## Património
- Igreja Paroquial de Santa Maria do Pinheiro;
- Igreja Paroquial de Pinheiro Novo;
- Igreja Filial de Pinheiro Velho;
- Capela de Sernande.